# ميجيل ميرينتييل
ميجيل ميرينتييل (بالإسبانية: Miguel Merentiel)‏ (24 فبراير 1996 ببايساندو في الأوروغواي - ) هو لاعب كرة قدم أوروغواني في مركز الهجوم. لعب مع التانك سيلي.

## روابط خارجية
- ميجيل ميرينتييل على موقع قاعدة بيانات كرة القدم.إي يو (الإنجليزية)
- ميجيل ميرينتييل على موقع Soccerway.com (الإنجليزية)